# شیلوه سفلی
شیلوه سفلی نام روستایی در دهستان اجارود شرقی، بخش موران، شهرستان گرمی، استان اردبیل است که طبق سرشماری نفوس و مسکن مرکز آمار ایران ۱۷۷ نفر جمعیت دارد.